# C-byrån
C-byrån ("C-bureauet") var en svensk hemmelig efterretningstjeneste under det svenske forsvar, som blev etableret i 1939. Den blev fra 1940 ledet af Carl Petersén. Under anden verdenskrig organiserede C-byrån (opkaldt efter den central, hvor tjenesten havde kontorer) operationer i det tyskbesatte Norge og Operation Stella Polaris i Finland.
C-byrån blev oprettet i 1939, et par måneder efter at anden verdenskrig var brudt ud, på fælles initiativ af den daværende forsvarschef Olof Thörnell og afdelingschefen Carlos Adlercreutz. Carl Petersén og kollegaen Helmuth Ternberg delte ansvaret for at indhente information mellem sig: Petersén indhentede oplysninger om de allierede, mens Ternberg koncentrerede sig om Finland, Tyskland, Ungarn og Schweiz. Ternbergs primære informationskilde var, ifølge ham selv, chefen for den tyske militære efterretningstjeneste Abwehr, Wilhelm Canaris.
C-byrån var den organisation, som i efteråret 1944 på svensk side havde ansvaret for Operation Stella Polaris, hvor op mod 800 personer samt store mængder med finsk Signalefterretningsmateriale fra den finsk-russiske Forsættelseskrig i hemmelighed blev fragtet fra Finland til Sverige.
C-byråns informationsudveksling med tyske Abwehr blev efter krigen anset for at være en belastning for forsvaret, så i 1946 blev Petersén afskediget og religionshistorikeren Thede Palm, som havde arbejdet for C-byrån siden 1943, overtog lederposten. Samtidig blev organisationens navn ændret til T-kontoret (igen efter chefens fornavn), så forsvaret officielt kunne sige, at det miskrediterede C-byrån ikke længere eksisterede.